# Fayetteville (North Carolina)
Fayetteville ist eine City im Cumberland County, dessen Verwaltungssitz sie ist, im US-Bundesstaat North Carolina. Das U.S. Census Bureau ermittelte bei der Volkszählung 2020 eine Einwohnerzahl von 208.501.
Bei Fayetteville gelegen sind der Armeeflughafen Pope Field und Fort Bragg, einer der weltweit größten Militärstützpunkte.
Fayetteville wurde durch den Hurrikan Florence im September 2018 schwer beschädigt.

## Geschichte

### Einwohnerentwicklung
| Jahr | Einwohner¹ |
| ---- | ---------- |
| 2000 | 203.199    |
| 2010 | 200.585    |
| 2020 | 208.501    |

¹ 1980–2020: Volkszählungsergebnisse

### Historische Objekte
In Fayetteville steht das historische Henry McLean House. Das Haus befindet sich an der Hay Street auf Nummer 1006. Das um 1840 errichtete Gebäude wurde am 7. Juli 1983 vom National Register of Historic Places als historisches Denkmal mit der Nummer 83001864 aufgenommen.

## Universitäten
- Fayetteville State University
- Methodist College
- Fayetteville Technical Community College

## Verkehr
Der Ort ist an die Interstate I-95 angebunden. Er liegt auch an der Amtrak-Bahnstrecke Silver Star von New York City nach Florida (Tampa / Miami). Der Bahnhof wurde 1911 erbaut und ist in das National Register of Historic Places eingetragen.
In einem Ranking der fußgängerfreundlichsten Städte der USA und Kanada ist Fayetteville auf dem letzten Platz.

## Städtepartnerschaft
Fayetteville ist durch eine Städtepartnerschaft mit der französischen Stadt Saint-Avold in Lothringen verbunden.

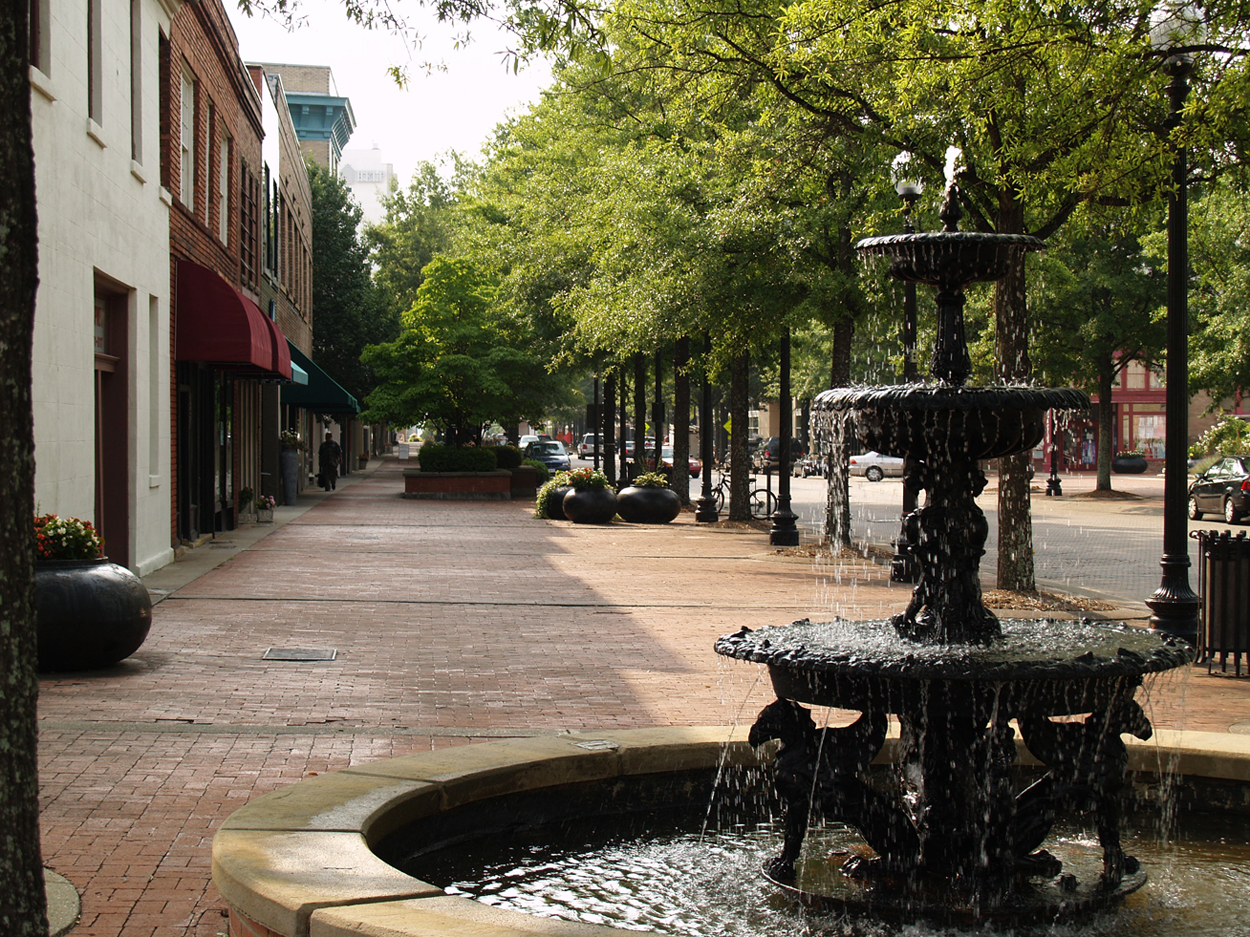
Hay Street in Fayetteville

## Söhne und Töchter der Stadt
- William Barry Grove (1764–1818), Politiker
- Henry Washington Hilliard (1808–1892), Rechtsanwalt und Politiker
- Warren Winslow (1810–1862), Politiker, 33. Gouverneur von North Carolina
- William Beck Ochiltree (1811–1867), Richter und texanischer Politiker
- James C. Dobbin (1814–1857), Politiker, US-Marineminister
- Hiram Rhodes Revels (1827–1901), Politiker, erster Afroamerikaner im US-Senat
- John Benton Callis (1828–1898), Geschäftsmann und Politiker (Republikanische Partei)
- Thomas Charles Fuller (1832–1901), Jurist und Politiker
- Frank Porter Graham (1886–1972), Politiker
- Walter B. Jones senior (1913–1992), Politiker
- John L. McLucas (1920–2002), Politiker und Regierungsbeamter
- Bubba Brooks (1922–2002), Rhythm-&-Blues- und Jazzmusiker
- Harold Floyd „Tina“ Brooks (1932–1974), Jazzmusiker
- Bertha Harris (1937–2005), Schriftstellerin und Autorin
- Charles Grandison Rose (1939–2012), Jurist und Politiker
- Ray Codrington (* um 1940), Jazzmusiker
- Waymon Reed (1940–1983), Jazzmusiker
- Randy Boone (* 1942), Schauspieler
- Robert A. Holton (1944–2025), Chemiker
- Gary Hall senior (* 1951), Schwimmer
- Ellen S. Baker (* 1953), Astronautin
- Brad Miller (* 1953), Politiker
- Carl Woodard (* 1958), Basketballspieler und -trainer
- Xavier T. Brunson (* um 1968), Generalleutnant der United States Army
- Christopher Daniels (* 1971), Wrestler
- George Perry Floyd (1973–2020), Afroamerikaner, der bei einem Polizeieinsatz in Minneapolis ums Leben kam (siehe auch Todesfall George Floyd)
- Affion Crockett (* 1974), Schauspieler, Drehbuchautor, Tänzer, Rapper, Komödiant und Musikproduzent
- Robert Hines (* 1975), Pilot und Astronaut
- Nancy Mace (* 1977), Politikerin, Mitglied im Repräsentantenhaus von South Carolina und Abgeordnete von South Carolina im US-Repräsentantenhaus
- Terrell McIntyre (* 1977), Basketballspieler
- Marcus Faison (* 1978), Basketballspieler
- Brian Tyree Henry (* 1982), Schauspieler
- Cortland Finnegan (* 1984), American-Football-Spieler
- J. Cole (* 1985), Rapper
- Anthony Hilliard (* 1986), Basketballspieler
- Doug Brochu (* 1990), Schauspieler und Comedian
- Lamont Gaillard (* 1996), American-Football-Spieler
- Oli Udoh (* 1997), American-Football-Spieler